# Chrotomys gonzalesi
Chrotomys gonzalesi là một loài động vật có vú trong họ Chuột, bộ Gặm nhấm. Loài này được Rickart & Heaney mô tả năm 1991.